# Jacques Roumain
Jacques Roumain (4. lipnja 1907. – 18. kolovoza 1944.) bio je francuski pisac i političar. Poznat je po svome djelu Gospodari rose (fr. Gouverneurs de la Rosée) u kojem se bavi društvenim i kulturnim problemima stanovništva francuske kolonije Haitija. Opisivao je socijalne probleme, egzil, zatvoreništvo i pesimizam u društvu. 

## Rani život
Rođen je u glavnom gradu i luci države Haiti, Port-au-Prince. 
Pripadao je aristokraciji Haitija, bio je jedan od jedanaestero djece Augustea Roumaina i Émilie Auguste. Njegov otac je bio veliki zemljovlasnik, a majka mu je bila kći Tancrèdea Augustea, koji je bio predsjednik Republike 1912. – 1913. godine. 
Započeo je svoje školovanje u rodnome gradu, a zatim otišao u Švicarsku. Putovao je i studirao u Europi, na otoku Martinique, Kubi, u SAD-u i Meksiku. S dvadeset godina se vratio na Haiti koji je tada bio okupiran od strane Sjedinjenih Američkih država. Pridružio se drugim mladim intelektualcima pokretu otpora američke okupacije, ova grupa igrat će značajnu ulogu na kraju okupacije. 

## Stvaralaštvo
Roumain je zajedno s Antoniom Vieuxm, Philippem Thoby-Marcelinom, Carlom Brouardom i Émile Roumer osnovao novine La Revue Indigène u kojem su objavljivali poeziju, vijesti, prijevode sa španjolskog i njemačkog. La Revue Indigène je izražavao ideju da ruralni život seljaka Haitija treba smatrati istinskom osnovom kulture Haitija, a odraz te ideje vidimo u djelima Jacques Roumaina.
Njegovo prvo djelo bilo je La Proide et l'Ombre, zatim je objavio djela La Montagne Ensorcelée i Fantomi. Napisao je socijalno politički esej, zajedno s Christianom Beaulieuom i Étienne Charlier, naslovljen: Šematska analiza 1932. – 1934. Esej je označio osnutak Komunističke partije Haitija, koja je zatim osnovana 1934. godine.
Mnogo puta je bio u zatvoru zbog svoje političke aktivnosti i sudjelovanja u pokretu otpora protiv Amerikanaca. Jacques Roumain je bio tri godine u zatvoru od prosinca 1934. do lipnja 1936. godine, tamo je započeo svoj nedovršeni roman Le Champ du potier. Nedugo nakon toga ga je predsjednik Sténio Vincent prognao iz države.
On napušta Haiti 1936. godine i odlazi u Bruxelles, tamo se sastao sa svojim bratom Michelom. 
Iste godine je Komunistička partija Haitija zabranjena. Roumain odlazi u Pariz i surađuje s ljevičarski nastrojenim časpoisima Regards, Commune i Les Volontaires. Za vrijeme Drugog svjetskog rata primoran je otići u Sjedinjene Američke države gdje se upoznao s mnogim piscima, poput Langstona Hugesa koji kasnije prevodi njegovo djelo Gospodari rose na engleski jezik (Masters of the Dew).

## Povratak na Haiti
Predsjednik Lescot 1941. godine dolazi na vlast te dopušta Jacques Roumainu da se vrati u svoj rodni kraj. Kada sam se vratio na Haiti, bio sam okružen nepoznatim licima. Jedna generacija se rodila i druga odrasla za vrijeme moje kazne u zatvoru i vremenu provedenom u egzilu (Pismo za Nicole, 21. ožujka 1941.)
Osnovao je Ured za etnologiju Republike Haiti, to je bila institucija za vrednovanje kulture Haitija, kao i pretkolonijalne povijesti države.
Roumain se uključuje u politiku i kulturu Haitija. Katolička crkva željela je riješiti se religije i rituala Vaudou, ali Roumain, koji nikada nije podržavao religije, zalagao se za Vaudou kao legitimnu religiju
Otkriće za Jacquesa Roumaina bio je seljački roman te 1944. godine dovršava Gospodare rose.
Umire u trideset sedmoj godini života 1944. godine u svom rodnom kraju.

## Djela

### Romani
- Les Fantoches, 1931.
- La Montagne ensorcelée, 1931.
- Gouverneurs de la rosée (Gospodari rose), 1944.

### Poezija
- 1927. – srpanj, Midi, La Trouée
- 1927. – srpanj, Pluie, La Trouée
- 1927. – srpanj, Cent mètres, La Revue indigène
- 1927. – kolovoz, La Danse du poète-clown, La Revue indigène
- 1927. – kolovoz, Noir, La Revue indigène
- 1927. – kolovoz, Nungesser et Coli, La Trouée
- 1927. – rujan, Le Buvard: Insomnie, La Revue indigène
- 1927. – rujan, Le Buvard: Le Chant de l'homme, La Revue indigène
- 1927. – rujan, Le Buvard: Calme, La Revue indigène
- 1927. – rujan, Le Buvard: Orage, La Revue indigène
- 1927. – rujan, Corrida, La Revue indigène
- 1927. – rujan, Après-midi, La Trouée
- 1927. – listopad, Miragôane, La Trouée
- 1928. – siječanj, À jouer aux billes, La Revue indigène
- 1928. – ožujak, Échappée, La Trouée
- 1928. – Surgi d'une natte de paille peinte
- 1928. – Absence
- 1928. – Angoisse
- 1928. – Attente
- 1928. – Mirage
- 1928. – Appel
- 1929. – 7. rujna, Horizon ... soleil, La Presse.
- 1929. – 14. rujna, Je rêve que je rêve, La Presse.
- 1929. – 14. rujna, L'Aube, La Presse.
- 1931. – 4. srpnja, Quand bat le Tam-Tam, Haïti-Journal.
- 1931. – 11. srpnja, Une composition inédite de Ludovic Lamothe – poème de Jacques Roumain, Haïti-Journal
- 1931. – 20. listopada, Langston Hugues, Haïti-Journal.
- 1931. – 30. prosinca, Guinée, Haïti-Journal.
- 1937. – travanj, Madrid, Commune (Paris)
- 1945. – Bois d'ébène, uključuje četiri pjesme: Bois d'ébène, Nouveau Sermon nègre, Sales nègres, L'amour la mort

### Eseji
- À propos de la campagne antisuperstitieuse, 1942.